# Quartinia amiae
Quartinia amiae är en stekelart som beskrevs av Carpenter 2003. Quartinia amiae ingår i släktet Quartinia och familjen Masaridae. Inga underarter finns listade i Catalogue of Life.